# Michael Joiner
Michael Joiner (Fayetteville, 28 ottobre 1981) è un ex cestista e allenatore di pallacanestro statunitense, professionista nella NBDL, in Europa, Asia e Oceania.